# C8H6S2
化学式C8H6S2（摩尔质量：166.26 g/mol）可以指：
- 2,2'-联噻吩，CAS号：492-97-7
- 3,3'-联噻吩，CAS号：3172-56-3

|  | 这个同类索引页列出了具有相同分子式的化学物（即同分異構體）条目。 除非您是有意链接至本页，否则应将相应条目的内部链接指向正确的条目。 |